# 25 février en sport
25 janvier 25 mars
Chronologies thématiques
- Croisades
- Ferroviaires
- Disney

Le 25 février (56e jour de l'année) en sport.

## Événements

### XVIIesiècle
- 1663 :
  - (Sport hippique) : Louis XIV offre 1 000 pistoles de prix aux vainqueurs des trois courses de chevaux organisées dans la plaine d’Achères.

### XIXesiècle
- 1855 :
  - (Boxe) : William Poole est tué par balle à New York par les partisans de John Morrissey[1].
- 1871 :
  - (Football) : match international non officiel entre l'Angleterre et l'Écosse à Londres (Kennington Oval) : 1-1[2].
- 1879 :
  - (Cricket) : fondation du club de Leicestershire County Cricket Club.
- 1882 :
  - (Football) : à Wrexham, premier match international opposant Gallois et Irlandais. Les Gallois s'imposent 7-1.
- 1887 :
  - (Hockey sur glace) : le Montreal Hockey Club bat les Victorias de Montréal 1 - 0 et remporte le tournoi de hockey sur glace du carnaval de Montréal 1887.

### XXesièclede1951à2000
- 1952 :
  - (Jeux olympiques) : à Oslo, clôture des Jeux olympiques d'hiver de 1952.

### XXIesiècle
- 2010 :
  - (JO d'hiver) : 14e journée des Jeux olympiques d'hiver de 2010 se déroulant à Vancouver au Canada (du 12 au 28 février 2010).
- 2013 :
  - (Football) : la FIFA accorde une licence à Cairos Technologies AG pour fournir sa technologie sur la ligne de but lors des compétitions dépendant de la FIFA[3].
- 2018 :
  - (JO d'hiver) : à Pyeongchang en Corée du Sud, 18e jour de compétition suivi de la Cérémonie de clôture. 
  - (Rugby à XV /Tournoi féminin) : au Donnybrook Rugby Ground de Dublin, l'Irlande s'impose face au pays de Galles.
- 2024 : 
  - (Rugby à XV /Tournoi masculin) : au Stade Pierre-Mauroy de Villeneuve-d'Ascq, la France et l'Italie font match nul 13-13.

## Naissances

### XIXesiècle
- 1855 :
  - Mathias Zdarsky, skieur alpin autrichien. Fondateur de la technique du ski alpin moderne[4] et premier entraîneur du ski autrichien. († 20 juin 1940).
- 1871 :
  - Oliver Campbell, joueur de tennis américain. Vainqueur des US open 1888, 1891 et 1892. († 11 juillet 1953).
- 1877 :
  - John Robertson, footballeur puis entraîneur écossais. (18 sélections en équipe d'Écosse). († 24 janvier 1935).
- 1889 :
  - Pierre Failliot, athlète de sprint, de haies et d'épreuves combinées puis joueur de rugby français. Médaillé d'argent du relais 4 × 400 m aux Jeux de Stockholm 1912. (8 sélections en équipe de France). († 31 décembre 1935).

### XXesièclede1901à1950
- 1901 :
  - Paul Fritsch, boxeur français. Champion olympique des -57,2 kg aux Jeux d'Anvers 1920. († 22 septembre 1970).
- 1902 :
  - Virginio Rosetta, footballeur puis entraîneur italien. Médaillé de bronze aux Jeux d'Amsterdam 1928. Champion du monde de football 1934. (52 sélections en équipe d'Italie). († 31 mars 1975).
- 1903 :
  - King Clancy, hockeyeur sur glace puis entraîneur, arbitre et dirigeant canadien. († 10 novembre 1986).
- 1909 :
  - Edward Gardère, fleurettiste et sabreur français. Champion olympique du fleuret par équipes aux Jeux de Los Angeles 1932 puis médaillé d'argent du fleuret individuel et par équipes aux Jeux de Berlin 1936. († 24 juillet 1997).
- 1912 :
  - Émile Allais, skieur alpin français. Médaille de bronze du combiné aux Jeux de Garmisch-Partenkirchen 1936. Médaillé d'argent de la descente et du combiné aux Championnats du monde de ski alpin 1935, champion du monde de ski alpin de la descente, du slalom et du combiné en 1937. Champion du monde de ski alpin du combiné et médaillé d'argent de la descente et du slalom en 1938. († 17 octobre 2012).
- 1914 :
  - Jean Petit, footballeur belge. (4 sélections en équipe de Belgique). († 5 juin 1944).
- 1918 :
  - Barney Ewell, athlète de sprint américain. Champion olympique du relais 4 × 100 m et médaillé d'argent du 100 et 200 m aux Jeux de Londres 1948. († 4 avril 1996).
  - Bobby Riggs, joueur de tennis américain. Vainqueur du Tournoi de Wimbledon 1939, des US Open de tennis 1939 et 1941, puis de la Coupe Davis 1938. († 25 octobre 1995).
- 1921 :
  - John Holota, hockeyeur sur glace canadien. († 10 mars 1951).
- 1932 :
  - Tony Brooks, pilote de F1 anglais. (6 victoires en Grand Prix) († 3 mai 2022).
- 1933 :
  - Jean-Pierre Goudeau, athlète de sprint français. Champion d'Europe d'athlétisme du relais 4 × 400 m 1954. († 18 juillet 2024).
- 1935 :
  - Pépé, footballeur puis entraîneur brésilien. Champion du monde de football 1958 et 1962. Vainqueur de la Copa Libertadores 1962 et 1963. (41 sélections en équipe du Brésil). Sélectionneur de l'équipe du Pérou en 1989.
- 1938 :
  - Herb Elliott, athlète de demi-fond australien. Champion olympique du 1 500 m aux Jeux de Rome 1960. Détenteur du record du monde du 1 500 m du 28 août 1958 au 8 juillet 1967.
- 1939 :
  - Ferdinand Bracke, cycliste sur route et sur piste belge. Champion du monde de cyclisme sur piste 1964 et 1969. Vainqueur du Tour d'Espagne 1971.
- 1940 :
  - Ron Santo, joueur de baseball américain. († 3 décembre 2010).
- 1941 :
  - José Luis Violeta, footballeur espagnol. (14 sélections en équipe d'Espagne). († 5 mai 2022).
- 1942 :
  - Lucien Degeorges, footballeur français.
- 1943 :
  - José de Anchieta Fontana, footballeur brésilien. Champion du monde de football 1970. (7 sélections en équipe du Brésil). († 9 septembre 1980).
  - Yórgos Dédes, footballeur grec. (23 sélections en équipe de Grèce).
  - Jürgen Lässig, pilote de courses automobile allemand. († 17 février 2022).
  - Piazza, footballeur brésilien. Champion du monde de football 1970. Vainqueur de la Copa Libertadores 1976. (66 sélections en équipe du Brésil).
- 1944 :
  - François Cevert, pilote de F1 français. (1 victoire en Grand Prix). († 6 octobre 1973).
- 1946 :
  - Miloud Ataouat, pilote de rallye-raid camion algérien. Vainqueur du Rallye Dakar 1980. († 25 février 2005).
  - Jean Todt, copilote de rallye puis dirigeant sportif français. Directeur et administrateur d'écurie de sport automobile puis président de la FIA de 2009 à 2021.
- 1947 :
  - Lee Evans, athlète de sprint américain. Champion olympique du 400 m et du relais 4 × 400 m aux Jeux de Mexico 1968. Détenteur du record du monde du 400 m du 18 octobre 1968 au 17 août 1988. († 19 mai 2021).
- 1948 :
  - Tom Hansen, athlète de demi-fond danois.

### XXesièclede1951à2000
- 1951 :
  - Anders Hedberg, hockeyeur sur glace suédois.
  - Giampiero Marini, footballeur puis entraîneur italien. Champion du monde de football 1982. (20 sélections en équipe d'Italie).
  - Don Quarrie, athlète de sprint jamaïcain. Champion olympique du 200 mètres et médaillé d'argent du 100 m aux Jeux de Montréal 1976 puis médaillé de bronze du 200 m aux Jeux de Moscou 1980 et médaillé d'argent du relais 4 × 100 m aux Jeux de Los Angeles 1984.
- 1956 :
  - Davie Cooper, footballeur écossais. (22 sélections en équipe d'Écosse). († 23 mars 1995).
- 1964 :
  - Evelyn Adiru, athlète de demi-fond ougandaise. Championne d'Afrique d'athlétisme du 800m 1982.
- 1966 :
  - Samson Kitur, athlète de sprint kényan. Médaillé de bronze du 400 m aux Jeux de Barcelone 1992. Champion d'Afrique d'athlétisme du 400 m 1990. († 25 avril 2003).
- 1971 :
  - Sean O'Haire, kick boxeur américain. († 8 septembre 2014).
  - Stuart MacGill, joueur de cricket australien. (40 sélections en test cricket).
- 1973 :
  - Olena Zubrilova, biathlète biélorusse. Championne du monde de biathlon du 10 km, du 15 km et 12,5 km en ligne 1999. Championne du monde de biathlon du 12,5 km 2002.
  - Gérald Merceron, joueur de rugby à XV français. Vainqueur du Grand chelem 2002. (32 sélections en Équipe de France de rugby à XV).
- 1976 :
  - Marco Pinotti, cycliste sur route italien.
- 1977 :
  - Hudson de Souza, athlète de demi-fond brésilien.
- 1979 :
  - Virginie Dedieu, nageuse en synchronisée française. Médaillée de bronze en duo aux Jeux de Sydney 2000. Championne du monde de natation synchronisée en solo 2003, 2005 et 2007. Championne d'Europe de natation synchronisée en duo 2000, Championne d'Europe de natation synchronisée en solo 2002, 2004.
- 1981 :
  - Park Ji-sung, footballeur sud-coréen. Vainqueur de la Ligue des champions 2008. (103 sélections en équipe de Corée du Sud).
- 1982 :
  - Lars Kaufmann, handballeur allemand. Champion du monde de handball masculin 2007. Vainqueur de la Coupe EHF 2011, de Coupe d'Europe des vainqueurs de coupe 2012 et de la Ligue des champions 2014. (132 sélections en équipe d'Allemagne).
  - Flavia Pennetta, joueuse de tennis italienne. Victorieuse de l'US Open 2015 puis des Fed Cup 2006, 2009, 2010 et 2013.
  - Hervé Touré, basketteur français.
  - Anton Volchenkov, hockeyeur sur glace russe. Champion du monde de hockey sur glace 2009.
- 1983 :
  - Ronny Carlos da Silva, footballeur brésilien.
- 1984 :
  - Heinrich Haussler, cycliste sur route australo-allemand.
  - Xing Huina, athlète de fond chinoise. Championne olympique du 10 000 mètres aux Jeux d'Athènes 2004.
- 1985 :
  - Camille Lecointre, skipper de 470 française. Médaillée de bronze aux Jeux de Rio 2016.
  - Joakim Noah, basketteur franco-américano-suédois. (22 sélections en équipe de France).
- 1986 :
  - Nabil Dirar, footballeur belgeomarocain. (33 sélections avec l'équipe du Maroc).
- 1987 :
  - Mevlüt Erding, footballeur franco-turque. (35 sélections avec l'équipe de Turquie).
- 1988 :
  - Zou Kai, gymnaste chinois. Champion olympique du sol, de la barre fixe et du concours général par équipes aux Jeux de Pékin 2008 puis champion olympique du sol, du concours général par équipes et médaillé de bronze de la barre fixe aux Jeux de Londres 2012. Champion du monde de gymnastique artistique du concours général par équipes 2006 et 2007, champion du monde de gymnastique artistique de la barre fixe 2009 puis champion du monde de gymnastique artistique du concours général par équipes et de la barre fixe 2011.
- 1989 :
  - Karim Aït-Fana, footballeur franco-marocain. (3 sélections avec l'Équipe du Maroc).
  - Jimmer Fredette, basketteur américain.
  - Valerică Găman, footballeur roumain. (14 sélections en équipe de Roumanie).
- 1990 :
  - Younès Belhanda, footballeur franco-marocain. (59 sélections avec l'Équipe du Maroc).
  - Peio Bilbao, cycliste sur route espagnol.
  - Quentin Serron, basketteur belge.
  - Huang Xuechen, nageuse synchronisée chinoise. Médaillée de bronze du ballet aux Jeux de Pékin 2008, médaillée d'argent du ballet et de bronze du duo aux Jeux de Londres 2012, médaillée d'argent du duo et du ballet aux Jeux de Rio 2016 et aux Jeux de Tokyo 2020
- 1991 :
  - Kyle Dake, lutteur de libre américain. Médaillé de bronze des -74kg aux Jeux de Tokyo 2020 et aux Jeux de Paris 2024. Champion du monde de lutte des -79kg 2018 et 2019 puis des-74kg 2021 et 2022.
  - Adrien Tambay, pilote de courses automobile français.
- 1992 :
  - Thomas Diethart, sauteur à ski autrichien. Médaillé d'argent par équipes aux Jeux de Sotchi 2014.
  - Joakim Nordström, hockeyeur sur glace suédois. Champion du monde de hockey sur glace 2017.
  - Lucas Serme, joueur de squash français.
  - Jorge Soler, joueur de baseball américain.
- 1993 :
  - Farid Boulaya, footballeur franco-algérien. (8 sélections avec l'équipe d'Algérie).
  - Conor Coady, footballeur anglais. (10 sélections en équipe d'Angleterre).
  - Vanja Ilić, handballeur serbe. (33 sélections en équipe de Serbie).
- 1994 :
  - Eugenie Bouchard, joueuse de tennis canadienne.
  - Marit Røsberg Jacobsen, handballeuse norvégienne. Médaillée de bronze aux Jeux de Tokyo 2020. Championne du monde féminin de handball 2021. Championne d'Europe féminin de handball 2020. (82 sélections en équipe de Norvège).
  - Fred VanVleet, basketteur américain.
- 1995 :
  - Ksenia Dudkina, gymnaste rythmique russe. Championne olympique du concours par ensemble aux jeux de Londres 2012.
  - Mario Hezonja, basketteur croate.
- 1997 :
  - Thon Maker, basketteur soudano-australien.
- 1998 :
  - Méline Nocandy, handballeuse française. Championne olympique aux Jeux de Tokyo 2020 et médaillée d'argent aux Jeux de Paris 2024. Championne du monde féminin de handball 2023. Médaillée d'argent à l'Euro 2020. (53 sélections en équipe de France).
  - Ismaïla Sarr, footballeur sénégalais. Champion d'Afrique des nations 2021 et 2022. (68 sélections en équipe du Sénégal).
- 1999 :
  - Krépin Diatta, footballeur sénégalais. (44 sélections en équipe du Sénégal).
  - Gianluigi Donnarumma, footballeur italien. Champion d'Europe de football 2020. (70 sélections en équipe d'Italie).
  - Matveï Safonov, footballeur russe.

### XXIesiècle
- 2001 :
  - Vernon Carey Jr., basketteur américain.
- 2002 :
  - Maghnes Akliouche, footballeur franco-algérien. Médaillé d'argent aux Jeux de Paris 2024.
  - Filip Stanković, footballeur serbe.
- 2003 :
  - Brandin Podziemski, basketteur américain.
  - Albert Posiadała, footballeur polonais.
  - Finn van Breemen, footballeur néerlandais.
- 2006 :
  - Victor Froholdt, footballeur danois.
- 2008 :
  - Denner, footballeur brésilien.

## Décès

### XIXesiècle
- 1934 :
  - John McGraw, 60 ans, joueur de baseball américain. (° 7 avril 1873).

### XXesièclede1901à1950
- 1946 :
  - René Le Grevès, 35 ans, cycliste sur route et sur piste français. Médaillé d'argent de la poursuite par équipes aux Jeux de Los Angeles 1932. (° 6 juin 1910).
- 1950 :
  - Joseph Stadler, 62 ans, athlète de sauts américain. Médaillé d'argent du saut en hauteur sans élan et de bronze du triple saut sans élan aux Jeux de Saint-Louis 1904. (° 7 avril 1887).

### XXesièclede1951à2000
- 1964 :
  - Maurice Farman, 86 ans, pilote de courses automobile français. (° 21 mars 1877).
- 1966 :
  - James D. Norris, 59 ans, dirigeant de hockey sur glace américain. (° 6 novembre 1906).
- 1972 :
  - Gottfried Fuchs, 82 ans, footballeur allemand. (6 sélections en équipe d'Allemagne). (° 3 mai 1889).
- 1994 :
  - Jersey Joe Walcott, 80 ans, boxeur américain. (° 31 janvier 1914)

### XXIesiècle
- 2001 :
  - Donald Bradman, 92 ans, joueur de cricket australien. (52 sélections en test match). (° 27 août 1908).
- 2004 :
  - Jacques Georges, 87 ans, dirigeant sportif de football français. (° 30 mai 1916).
- 2005 :
  - Miloud Ataouat, 59 ans, pilote de rallye-raid camion algérien. Vainqueur du Rallye Dakar 1980.  (° 1er janvier 1934)
  - Jean Prat, 82 ans, joueur de rugby à XV puis entraîneur français. (51 sélections en équipe de France). Sélectionneur de l'équipe de France de 1963 à 1967 victorieuse du Tournoi des Cinq Nations 1967. (° 1er août 1923).
  - Leo Labine, 73 ans, hockeyeur sur glace canadien. (° 22 juillet 1931).
- 2011 :
  - Peter Hildreth, 82 ans, athlète de haies britannique. (° 8 juillet 1928).
- 2012 :
  - Philippe Destribats, 56 ans, joueur de rugby à XV français. (° 1er novembre 1955).
- 2015 :
  - Marian Szeja, 73 ans, footballeur polonais. Champion olympique aux Jeux de Munich 1972. (15 sélections en équipe de Pologne). (° 20 août 1941).
- 2018 :
  - Danilo Florencio, 70 ans, basketteur puis entraîneur philippin. Champion d'Asie de basket-ball 1967. (° 5 septembre 1947).
- 2022 :
  - Joeli Vidiri, 48 ans, joueur de rugby à XV fidjien et néo-zélandais. (7 sélections avec l'équipe des Fidji et 2 avec celle de Nouvelle-Zélande). (° 23 novembre 1973).